# Бучко, Иван Григорьевич
Иван Григорьевич Бучко (1 октября 1891, село Германов, Округ Лемберг, Королевство Галиции и Лодомерии — 21 сентября 1974, Рим) — епископ Украинской грекокатолической церкви, титулярный архиепископ Леокадийский. Общественно-политический деятель украинской эмиграции в Западной Европе.

## Биография

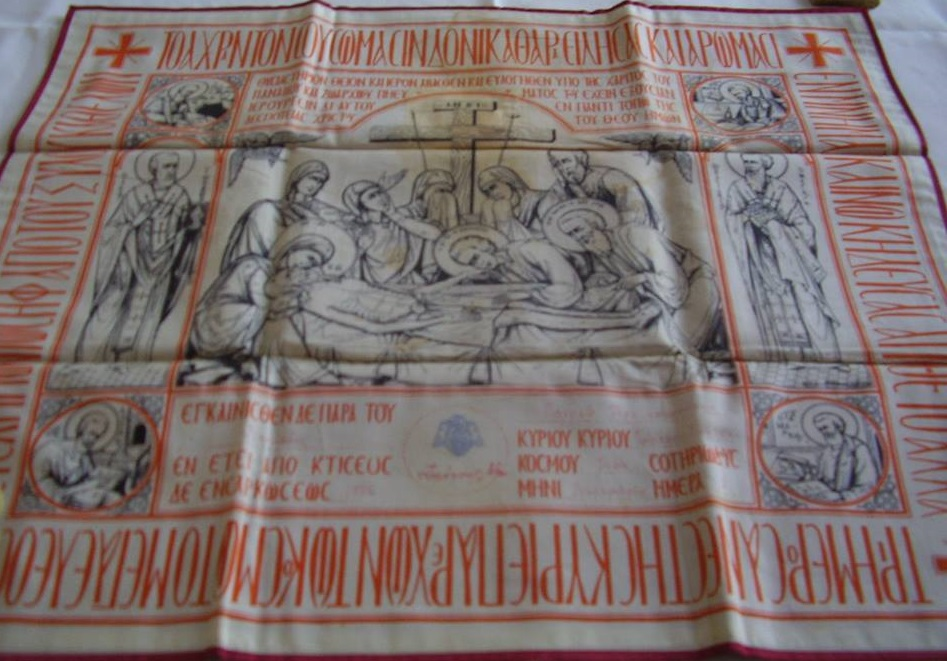
Антиминс с подписью епископа Бучко

Родился 1 октября 1891 года в селе Германов Львовского уезда Королевства Галиции и Лодомерии, входившей в состав Австро-Венгрия (ныне село Тарасовка Львовского района Львовской области Украины). Его отец, Григорий, был церковнослужителем. Его мать Горпина имела большое влияние на воспитание и характер сына.
Закончил обучение в Львовской академической гимназии (составил матур в 1910 или 1911 году). Высшее богословское образование получил в Риме в 1911—1915 годы.
21 февраля 1915 годы принял сан священника. Во время первой мировой войны находился в Украинской духовной семинарии в Кромержиже в Моравии, куда эта семинария была вынужденно перенесена из Рима в результате военных действий между Австро-Венгрией и Италией.
В 1921 (или 1922) году в Риме он защитил докторскую и получил степень доктора богословия. С того времени был на посту ректора Малой духовной семинарии в Риме или преподавателя догматики. В 1922—1929 годы — ректор Малой семинарии во Львове, одновременно профессор Греко-католической теологической семинарии.
20 октября 1929 года был хиротонисан во епископа в церкви святых Сергия и Вакха. Хиротонию совершили: митрополит Андрей Шептицкий, епископ Перемышльский Иосафат Коциловский и епископ Станиславовский Григорий Хомишин. 28 октября 1929 года консистория кардиналов именовала его Кадийским титулярным епископом и епископом-помощником Львовским. С того времени Иван стал правой рукой митрополита Андрея Шептицкого, замещая его во многих важных делах Церкви.
В 1930-х годы отличался активной общественной деятельностью. В частности, в 1933 году он вел первый съезд «Украинская молодежь Христу», а в 1938 возглавляет украинскую делегацию на 34-й евхаристический конгресс в Будапеште.
Будучи сторонником ОУН, конфликтовал с Григорием Хомиштным, который был сторонником лояльности в отношении к польской власти и выступал против деятельности ОУН. Евгений Онацкий писал: «Бучко привез страшное письмо к Папе против Хомишина. Не пожалел в нём ни перца, ни соли…».
В августе 1939 году назначен Апостольским визитатором украинских поселений в Южной Америке.
Уже через несколько месяцев переехал в США, где коадъютором епископа Константина Богачевского и настоятелем униатской церкви святого Юра в Нью-Йорке.
В ноябре 1941 года возвращается в Европу в надежде добраться до Львова, но оседает в Риме в Коллегии святого Иосафата. С 1942 года — представитель Украинской греко-католической церкви при Ватикане.
В 1945 году после арестов большевиками всего епископата Иван остается единственным представителем Украинской Греко-католической Церкви в Риме. В 1945 году основал Украинский комитет помощи в Риме. С благословения Папы Пия XII он берёт духовную опеку над украинской эмиграцией на Западе. Имея связи с влиятельными лицами и прямой доступ к папе римскому Пию XII, он защищал своих духовных чад от насильственной репатриации, добивался материальной помощи для лагерной украинской детворы и людей немощных. Благодаря его усилиям много перемещённых лиц из лагерей могли получить разрешение на поселение в Европе и Америке. Много заботился о бойцах дивизии СС «Галичина», которые находились в лагере Римини (Италия), будучи британскими пленными. Когда возникла угроза их выдача в руки НКВД, Иван Бучко ночью совершил экстренный визит к Папе, результатом которой были немедленные требования папы к нунциям повлиять на властные структуры, чтобы предотвратить отправке дивизийников в СССР. Позже благодаря его усилиям много молодых ребят смогли поступить в университеты и даже получать стипендии во время учёбы.
С 1946 года — Апостольский визитатор украинцев-католиков в Западной Европе.
С 1953 года — титулярный архиепископ Леокадийский. Почетный член Научного общества им. Тараса Шевченко, один из основателей его центра в городе Сарсель (Франция), доктор Украинского свободного университета и Украинского технического хозяйственного института в Мюнхене (Германия).
После начала Второго Ватиканского собора сделал попытку выступить с критикой Русской православной церкви. Один из трёх наблюдателей от Русской православной церкви протоиерей Виталий Боровой писал: «На одной из пресс-конференций немецких епископов, происходившей в их частном помещении, когда обсуждались работы Собора, неожиданно выступил случайно там находившийся украинский униатский епископ Иван Будзька, живущий в Риме и являющийся визитатором украинских униатских приходов в Западной Европе. Он обвинил Русскую Православную Церковь в насильственной ликвидации унии в Зап[адной] Украине и упомянул при этом Святейшего Патриарха, как инициатора этого насильственного присоединения. Как только это стало известно, наши наблюдатели имели беседу с Виллебрандсом. В результате вмешательства кардинала Бэа Будзька получил выговор, ему было запрещено выступать на подобные темы, а нашим наблюдателям дано ручательство, что до конца Собора Будзька „будет молчать“, что в действительности и соблюдалось».
Умер 21 сентября 1974 года в Риме. Похоронен в крипте греко-католического собора святой Софии.